# Kristofer Hivju
Kristofer Hivju (Oslo, Noruega, 7 de desembre de 1978) és un actor, director i guionista de cinema i de televisió noruec.

## Biografia
És fill d'Erik Hivju i Liselotte Islotes, tots dos actors famosos a Noruega. Començà la seva carrera professional com a actor, debutant l'any 2001 per a la sèrie de televisió Fox Grønland. També feu algunes aparicions a més sèries de televisió i alhora el 2007 un curtmetratge. Un any més tard debutà com a actor de cinema a la pel·lícula noruega Rovdyr. Durant aquella època, també treballà al teatre, fent moltes funcions al Teatre de Trøndelag de Trondheim. L'any 2004 es graduà a l'Acadèmia Russa d'Arts Teatrals de la ciutat d'Aarhus, a Dinamarca. Anys més tard, el 2011, continuà al cinema, protagonitzant una pel·lícula anomenada Olav.
El 2012 tingué un paper protagonista a la pel·lícula estatunidenca After Earth, dirigida per M. Night Shyamalan i des del 2013 forma part del grup d'actors de la sèrie Game of Thrones.

## Filmografia
| Any  | Títol                      | Personatge           | Notes              |
| ---- | -------------------------- | -------------------- | ------------------ |
| 2001 | Fox Grønland               | Jim Olsen            | Sèrie de televisió |
| 2005 | Closework                  | Pleieren             | Curtmetratge       |
| 2007 | Seks som oss               | Bar-kunde            | Sèrie de televisió |
| 2007 | Størst av alt              | Ben                  | Idem               |
| 2008 | Rovdyr                     | Jørgen               |                    |
| 2008 | En perfekt dag for golf    | Gudmund el paramèdic | Curtmetratge       |
| 2008 | Flax                       |                      | Idem               |
| 2011 | The Thing                  | Jonas                |                    |
| 2011 | Min Siste Bull             | Víctima              |                    |
| 2011 | Your Turn                  | Eik                  |                    |
| 2013 | After Earth                | Cap de seguretat     |                    |
| 2013 | Game of Thrones            | Tormund Giantsbane   | Sèrie de televisió |
| 2013 | Haikeren                   | Torgeir              | Curtmetratge       |
| 2014 | In Order of Disappearance  | Strike               |                    |
| 2014 | Operasjon Arktis           | Fangstmann           |                    |
| 2015 | Mango - Lifes coincidences | Protagonista         |                    |